# 全国遊漁船業協会
社団法人全国遊漁船業協会（ぜんこくゆうぎょせんぎょうきょうかい）は、かつて存在した農林水産省水産庁所管の遊漁船業者を、直接、または、間接の構成員とする団体、および、地方公共団体で構成された社団法人。
1989年（平成元年）設立。2012年6月7日付にて、農林水産大臣の解散認可を受けて解散した。

## 背景及び沿革
1988年7月に東京湾・横須賀沖で起きた潜水艦「なだしお」と大型遊覧船「第一富士丸」の衝突による大惨事を契機に遊漁船の安全確保等を図ることを目的として「遊漁船業の適正化に関する法律」が制定され、適正営業規程による登録いわゆるマル適業者登録を中心とした事業を行う指定法人として設立された。その後、依然として遊漁船の海難事故は跡を絶たないなどの状況の下で、2002年6月、遊漁船業の届出制度から登録制度への移行、業務規程の作成、遊漁船業務主任者の選任、損害賠償措置、水産動植物の採捕に関する規制の周知などを義務付ける等の法改正が行われ、同法の目的に沿った事業活動を行っている。
　

## 設立目的
海洋における釣りを中心とする遊漁は、国民が親む健全なマリンレジャーの一つであり、また、漁村地域の活性化に大きな役割を果たしている。一方、この活動の場は漁場と同一であることが多く水産資源を巡り漁業者と競合する。このため、海難事故の発生防止、適切な資源保護に協力するなど、遊漁船業の健全な発達と適正な運営の確保を図り、もって利用者の安全確保及び利便の増進並びに漁場の安定的な利用関係の確保に資することを目的としている。

## 事業
- 遊漁船業務主任者講習会に関する講習用テキストの作成、ビデオテープの補助教材の制作、同講習会の開催など遊漁船業の健全な発展を図るための指導及び啓発普及
- 関係官庁や団体から遊漁船業に関する情報、資料の収集、ホームページを通じて会員、賛助会員等に対する情報提供
- 補助事業として遊漁船利用者安全啓蒙対策に伴う調査など遊漁船業に関する調査研究
- 所在：東京都港区港南4丁目7番8号　都漁連水産会館6階